# Elecciones nacionales de México de 1844
Las elecciones nacionales de México de 1844 se llevaron a cabo el 2 de enero de 1844 en el Congreso, en las que se le declaró presidente a Antonio López de Santa Anna, ya que obtuvo 19 de los 21 votos de los departamentos.

## Contexto histórico
Durante este proceso Santa Anna se encontraba en el estado de Veracruz, en este se tomaron en cuenta los votos de los representantes de los departamentos. El 27 de enero, Santa Anna pospuso su toma de protesta y se nombró como presidente interino a Valentín Canalizo. El 4 de julio, Santa Anna volvió a la Ciudad de México y tomó protesta como presidente ante el Congreso.